# GX-4000
La GX-4000 est une console de jeux vidéo 8 bits d'Amstrad mise en vente en 1990. Elle est construite sur une base d'Amstrad CPC Plus et partage donc les mêmes caractéristiques que celui-ci.

## Historique
En 1989, les CPC se retrouvent complètement dépassés par les nouvelles machines 16 bits. Résultat, les ventes baissent et une réaction s'impose. Roland Perry, concepteur des machines de la marque, se met à l'écoute des principaux développeurs CPC. Il en résulte 3 nouvelles machines : 2 ordinateurs et 1 console.
Toujours architecturée autour du microprocesseur Zilog Z80 conçu dans les années 1970, la palette de couleurs est étendue à 4 096, le nombre de couleurs affichables simultanément passe à 32 (16 pour la palette d'arrière-plan et 15 pour la palette des sprites + transparence) mais la mémoire vive reste à 64 kio. Les résolutions d'arrière-plan restent identiques, 160×200 pixels en 16 couleurs, 320 × 200 pixels en 4 couleurs ou 640 × 200 pixels en monochrome.
La couleur 0 (transparence) est maintenant gérée, ainsi que 16 sprites zoomables disposant chacun de 15 couleurs et pouvant être d'une résolution autre que l'arrière-plan. Le scrolling pixel par pixel est désormais disponible en hardware. Le son est toujours sur 3 voies et en stéréo avec un accès direct à la mémoire.
Présentée à la presse lors de l'été 1990, la machine bénéficie du soutien des plus grands éditeurs européens et particulièrement français (les machines Amstrad s'étant particulièrement bien vendues en France). Mais le niveau des premiers programmes est, dans l'ensemble, identique à ce que l'on observe sur les Amstrad CPC ancienne génération, les jeux exploitant vraiment la console n'étant prévus que pour les mois suivants. Le lancement a lieu en septembre 1990, avec un budget publicitaire de 200 millions de francs (environ 30,5 millions d'euros). Entre 150 000 et 200 000 ventes de machines sont prévues pour fin 1990.
Dans le guide 1991 de Tilt, la console n'avait aucun atout face à ses concurrentes directes Nintendo Entertainment System et Mega Drive, de plus elle était vendue trop chère, puisque avec trois cents francs supplémentaires on pouvait s'offrir une 16 bits avec des jeux de qualité bien supérieure. De plus la machine, compte tenu de son passé, tenait plus des Amstrad CPC que d'une console de salon.
Mars 1991 : Après 6 mois de présence, moins de 13 000 GX-4000 sont réellement vendues. Malgré une baisse de prix significative (690 F — environ 105 €) et quelques titres supplémentaires, la durée de vie de la console n'excède pas un an. Pas plus de 150 000 exemplaires seront vendus, dont 40 000 en France d'après Amstrad. Moins d'une trentaine de titres sortiront pour la console.
À noter que les cartouches de la console fonctionnent aussi dans les ordinateurs Amstrad 464+ et Amstrad 6128+ de la marque.

## Spécifications techniques
- Processeur principal : Zilog Z80A à 4 MHz
- Mémoire vive (RAM) : 64 ko
- Résolution : jusqu'à 192x272 en 16 couleurs, 384x272 en 4 couleurs et 768x272 en monochrome
- Couleurs : palette de 4096 (16 niveaux de Rouge, de Vert et de Bleu) et jusqu'à 31 couleurs à l'écran
- Nombre de sprites affichables : 16
- Nombre de couleurs affichables pour les sprites : 15 (+ transparence)
- Son : 3 voies DMA, 8 octaves
- Mémoire de masse : de 16 à 512 Ko en cartouche et jusqu'à 2Mo de ROM sur le port d'extension
- Dimensions (mm, approx.) : 250 (largeur) x 44 (hauteur) x 184 (profondeur)

## Liste des jeux
Au moins 26 jeux sont sortis sur GX-4000 :
| - Barbarian II: The Dungeon of Drax de Ocean (septembre 1990) - Batman: The Movie de Ocean (septembre 1990) - Burnin' Rubber de Ocean (septembre 1990) - Copter 271 de Loriciel (septembre 1991) - Crazy Cars II de Titus (septembre 1990) - Dick Tracy de Titus (février 1991) - Enforcer, The de Trojan - Fire and Forget II de Titus (octobre 1990) - Klax de Domark (septembre 1990) - Mystical de Infogrames (juin 1991) - Navy Seals de Ocean (décembre 1990) - No Exit de Tomahawk (novembre 1990) - Operation Thunderbolt de Ocean (septembre 1990) | - Pang de Ocean (juillet 1991) - Panza Kick Boxing de Loriciel (septembre 1991) - Plotting de Ocean (juillet 1991) - Pro Tennis Tour de Ubi Soft (octobre 1990) - RoboCop 2 de Ocean (décembre 1990) - Skeet Shoot de Trojan - Special Criminal Investigation (Chase HQ II) de Ocean - Super Pinball Magic de Loriciel (septembre 1991) - Switchblade de Gremlin (novembre 1990) - Tennis Cup II de Loriciel (octobre 1990) - Tintin sur la Lune de Infogrames (septembre 1990) - Wild Streets de Titus (novembre 1991) - World of Sports de US Gold (septembre 1990) |

Certains annoncés ont cependant été annulés :
| - Escape from the Planet of the Robot Monsters - Gazza II - Kick Off 2 - Out Run | - Shadow Warriors - Spider-Man - Toki |

Au delà des versions commerciales, des homebrew, jeux conçus par des fans ont été réalisés pour cette console :
| - Bears! (2017) - Blinky's Scary School (2022) - Foggy's Quest To Narg And Back Again! (2024) - Ghosts'n Goblins (2018) - Ghost Trick (2023) - Goldorak (2024) - Missile Command (2022) - Octopus (2023) - Octopus 21 (2023) - Oh Chute! (2024) - Picrocs (2016) - SOH Tactics GX (2023) |

Plusieurs jeux ont été hack à partir des versions CPC, utilisant à divers degrés les capacités de la console (par ordre alphabétique):
77 attempts, Baba's Palace, Cauldron 2, Chevy Chase, El Linaje Real, Game Over, Invasion of the Zombie Monters, Jarlac, Lala Prologue, Ping Pong, Legend of Steel, Monument, OPQA vs QAOP, Phantomas 2.0+, Puzznic, Rick Dangerous+, Solomon's Keys+, Sorcerers, Titanic Blinky, Tom Brady 12 Quarterback.
Des jeux conçus à la base sur Amstrad PLUS en format cassette ou disquette et utilisant les capacités de la console ont pu être convertis en format cartouche :
Fluff et Stryker in the Crypt of Trogan.
Jeu "hybride" :
Alcon 2020 est un jeu homebrew conçu pour Amstrad CPC mais ayant la particularité de tourner uniquement sur cartouche GX4000 et Amstrad PLUS.